# Orbit Communications
Orbit Communications est une société Bahreïnienne de télévision payante par satellite créée en 1994 et qui a fusionné en juillet 2009 avec Showtime Arabia, société équivalente basée à Dubaï dans une coentreprise nommée Orbit Showtime.

## Historique
Le 1er avril 2008, au Moyen-Orient la chaîne Orbit ESPN disparaît du bouquet d'Orbit Communications et est remplacée quelques mois plus tard par Fox Sports.